# Basingwerk Abbey

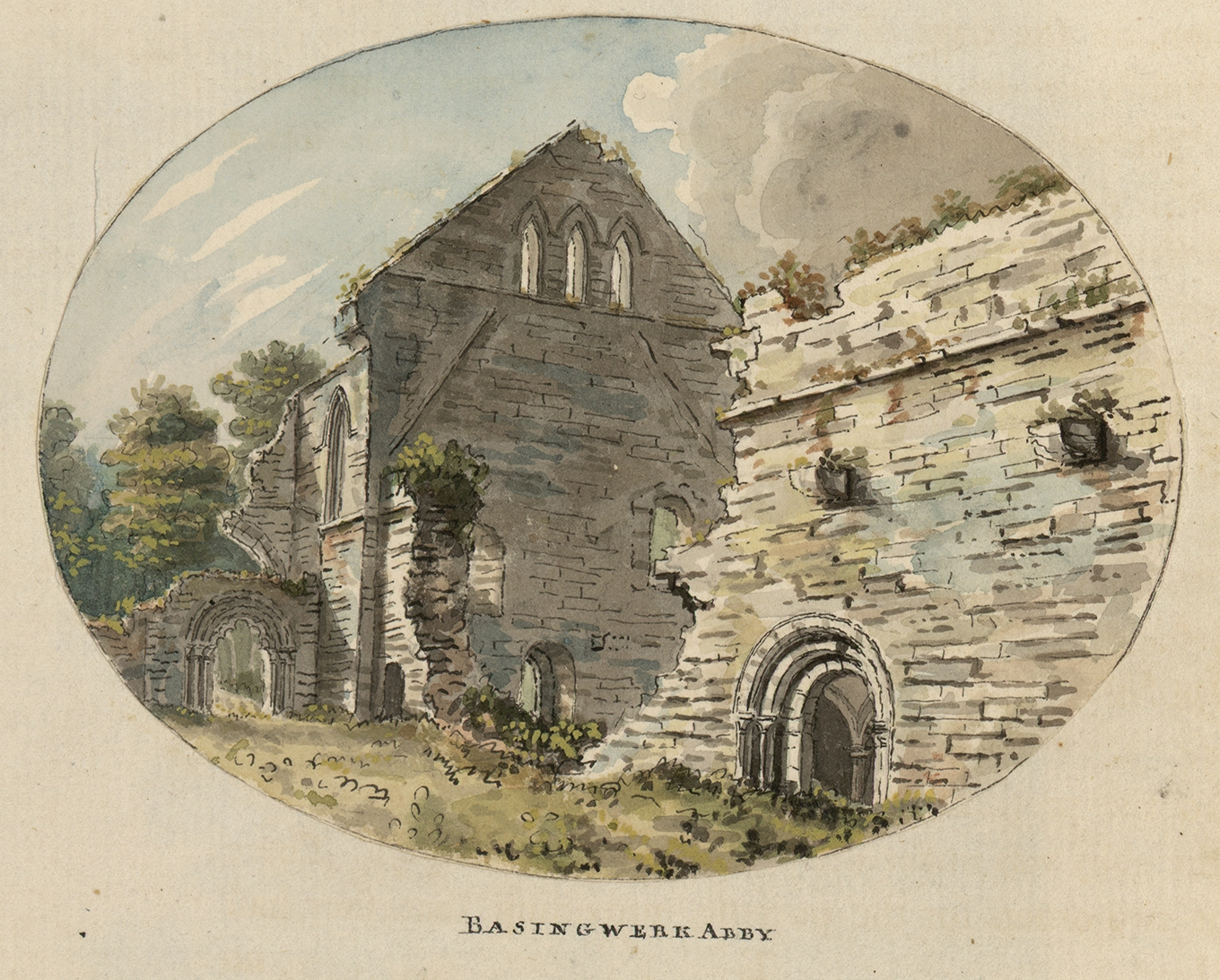
Basinwerk Abbey, c.1778

Basingwerk Abbey (walisisch: Abaty Dinas Basing) war eine Zisterziensermönchsabtei in Wales. Die Ruine liegt rund 1/2 km südwestlich von Greenfield (Maes-Glas) in Flintshire (früher Clwyd) an der Straße nach Holywell (Treffynnon), nicht weit vom Ästuar des Flusses Dee.

## Geschichte
Die Abtei wurde im Jahr 1132 wahrscheinlich von Ranulph de Gernon, 2. Earl of Chester gestiftet. Sie befand sich zunächst wohl in Hen Blas, das rund 5 km näher an Flint (Y Fflint) liegt. Das Kloster gehörte der Kongregation von Kloster Savigny in der Normandie an und schloss sich mit dieser 1147 dem Zisterzienserorden in der Filiation der Primarabtei Clairvaux an und wurde 1157 Buildwas Abbey unterstellt. Das Kloster erhielt Schenkungen sowohl von den walisischen Fürsten als auch dem englischen Adel. Die dem englischen Herrscherhaus treue Abtei erhielt verschiedene Privilegien und Schenkungen, u. a. zwei Häuser in Glossop und in West Kirby sowie St. Winifreds Quelle, die Holywell den Namen gab. Am Holywell-Fluss betrieb das Kloster eine Getreidemühle. Wohl gegen 1170 wurde sie Buildwas Abbey in Shropshire unterstellt. 1535 wurde das Jahreseinkommen auf 150 Pfund geschätzt; im Kloster sollen sich damals höchstens drei Mönche befunden haben. Im Jahr 1536 wurde das Kloster von der Krone eingezogen und wurde an Henry ap Harry und Peter Mutton verliehen. Eine Wiedergründung unter der Herrschaft der Königin Maria I. blieb Episode. Die Anlage wird von Cadw betreut.

## Anlage und Bauten
Die Kirche aus dem 13. Jahrhundert, der Westteil und größtenteils auch der Ostteil der Klausur sind bis auf Reste verschwunden. Die Kirche entsprach dem bernhardinischen Plan mit Rechteckchor, Querhaus mit je zwei Seitenkapellen im Osten und dreischiffigem Langhaus zu sieben Jochen. Die Klausur lag südlich (rechts von) der Kirche. Vom Kapitelsaal sind zwei Bögen auf der Ostseite erhalten, seine Westseite stammt noch aus dem 12. Jahrhundert. Die Bleidächer der Abtei wurden wohl für das Dach des Schlosses in Dublin verwendet. Weitgehend erhalten haben sich die Mauern des Refektoriums aus etwas späterer Zeit an der Südseite des Kreuzgangs, dessen Westwand Lanzettfenster aufweist.